# Фріц Німанд
Фріц Німанд (нім. Fritz Niemand; 27 липня 1892, Вільгельмсгафен — 12 лютого 1943, Кіль) — німецький військовий інженер, контрадмірал-інженер крігсмаріне (1 вересня 1941).

## Біографія
1 жовтня 1911 року вступив на флот. Учасник Першої світової війни. Після демобілізації армії залишений в рейхсмаріне. З 1 квітня 1939 року — директор відділу спорядження, з 1 квітня 1940 року — постачання військових верфей Кіля. 4 грудня 1942 року захворів і був переданий в розпорядження командувача-адмірала військово-морської станції «Остзе».

## Нагороди
- Залізний хрест 2-го і 1-го класу
- Військовий Хрест Фрідріха-Августа (Ольденбург) 2-го і 1-го класу
- Нагрудний знак підводника (1918)
- Медаль «За вислугу років» (Пруссія) 3-го класу (9 років)
- Почесний хрест ветерана війни з мечами
- Медаль «За вислугу років у Вермахті» 4-го, 3-го, 2-го і 1-го класу (25 років)